# سعدون عبود
سعدون عبود (عربی: سعدون عبود؛ زادهٔ ۲ ژوئیهٔ ۱۹۶۷) ورزشکار بوکس اهل عراق است. او در بازی‌های المپیک تابستانی ۱۹۸۸ به نمایندگی از کشورش شرکت کرد.